# Вајлуа (Хаваји)
Вајлуа (енгл. Wailua) насељено је место за статистичке потребе у америчкој савезној држави Хаваји. По попису становништва из 2010. у њему је живело 2.254 становника.

## Демографија
Према попису становништва из 2010. у граду је живело 2.254 становника, што је 171 (8,2%) становника више него 2000. године.
| Група             | 2000.       | 2010.       |
| Белци             | 582 (27,9%) | 681 (30,2%) |
| Афроамериканци    | 16 (0,8%)   | 14 (0,6%)   |
| Азијати           | 725 (34,8%) | 716 (31,8%) |
| Хиспаноамериканци | 148 (7,1%)  | 225 (10,0%) |
| Укупно            | 2.083       | 2.254       |